# 曹国舅

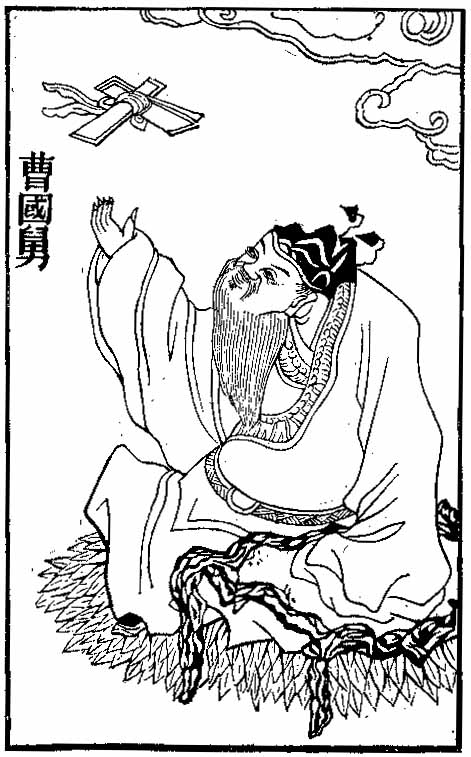
曹国舅

曹国舅（そう こっきゅう、1018年 - 1089年5月19日）は、中国の代表的な仙人である八仙の一人。名は佾（いつ）、字は景休（けいきゅう）。北宋建国の元勲曹彬の五男の曹玘の子。仁宗の皇后（曹皇后）の弟であるため、国舅（天子の外戚の呼称）と呼ばれる。暗八仙は雲陽板（カスタネットに似た楽器）。
『神仙通鑑』によると、彼は弟の曹景植が姉の権力を笠に着て悪事を働くのを見かねて、山中に隠遁し修行をし始めた。それを見た呂洞賓と漢鍾離がやってきて、「何の修行をしているのか」と訊かれ、道の修行だと言った。「では、その道はどこにあるのか」と笑いながら訊かれると、黙って天を指した。「その天はどこにあるのか」と畳み掛けられると、自分の心を指した。すると、二人は大いに笑って、「心はすなわち天、天はすなわち道である。お前は既に道が何であるかを知っている」と言い、彼に還真の秘旨を授け、神仙の仲間に加えたという。

## 参考・外部リンク
- Days...: 中国の仙人５
- 神仙列伝―八仙之巻―